# Schichau-Werke
Ne doit pas être confondu avec Schichau-Seebeckwerft.
Schichau-Werke était une société d'ingénierie allemande basé à Elbing. Il y avait également une filiale à Dantzig, avec un chantier naval. Après la conquête soviétique, l'entreprise Schichau déménagea à Bremerhaven en mars 1945, poursuivant sa production jusqu'en 1996.

## Histoire

### Les premières années

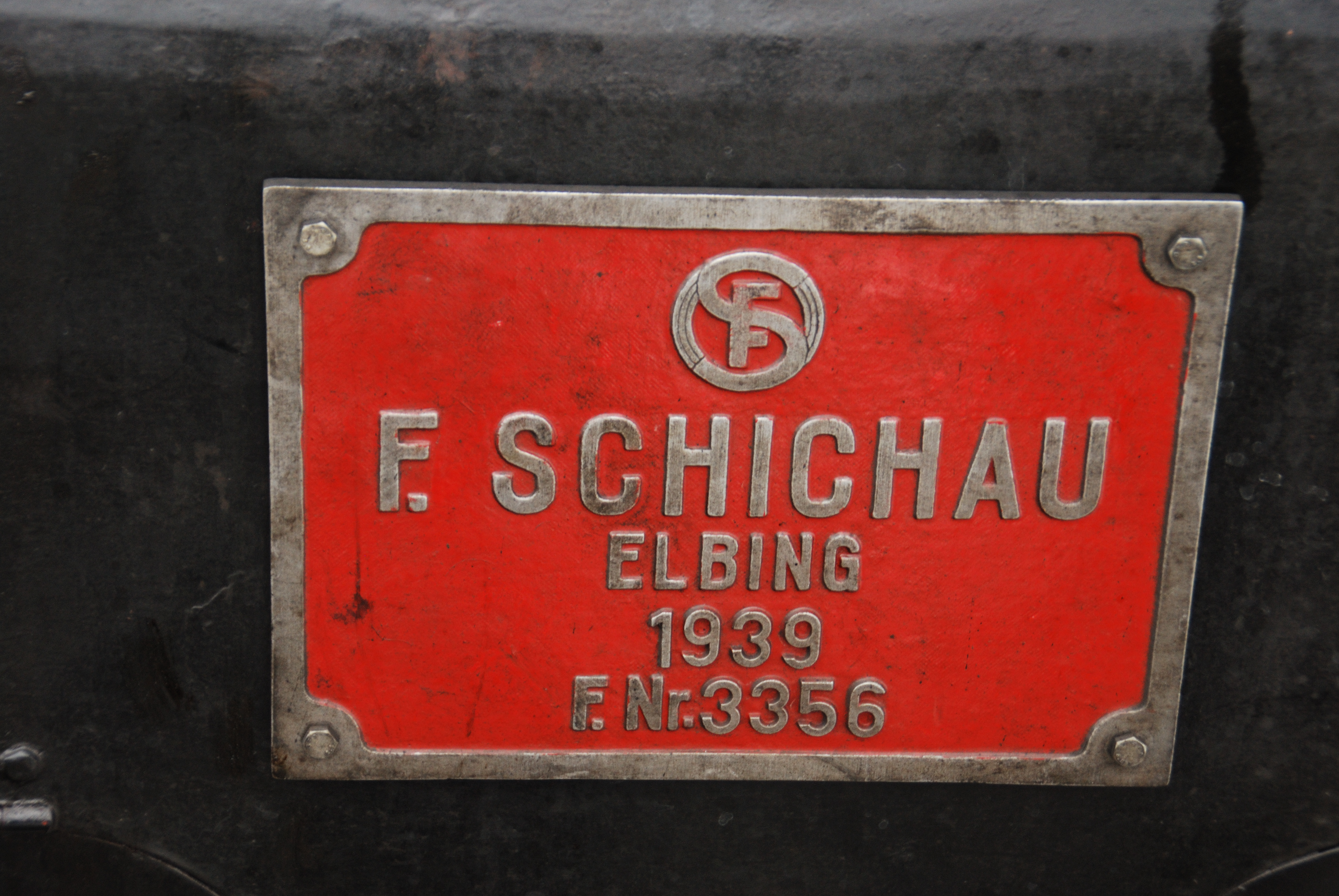
Plaque d'identification de la locomotive 41 1150.

Ferdinand Schichau étudia l'ingénierie à Berlin, en province de Rhénanie et en Grande-Bretagne. En 1837, il fonda l'institution d'ingénierie, plus tard connu sous le nom F. Schichau GmbH, Maschinen-und Lokfabrik, Elbing (F. Schichau ingénierie et usine de locomotives, Elbing). Il commença par la production de presses hydrauliques et de pelles mécaniques. En 1860, il commença à produire les premières locomotives pour le chemin de fer de l'Est prussien. À partir de 1867, la construction de locomotives commença pour de bon et, trois ans plus tard, l'usine fut connectée au réseau de chemin de fer. Au début du XXe siècle, l'entreprise fut de celles qui livrèrent le plus de P8 ex-Prusse, la plus produite des locomotives à vapeur pour trains de voyageurs de l'époque.

### Chantier naval
En 1854, Schichau acheva à Elbing son chantier naval connu sous le nom Schichau Elbinger Dampfschiffs-Reederei F.. Le premier navire lancé fut le petit Borussia en 1855 (c'était le premier navire prussien avec des fixations[Quoi ?] en fer). Le chantier a ensuite été agrandi, et en 1872 Schichau acheta le chantier naval voisin de Mitzlaff, toujours à Elbing.
À partir de 1877, le chantier naval produisit des navires pour la Marine impériale prussienne et pour l'exportation, se spécialisant dans la production de torpilleurs, et plus tard de destroyers. Il est devenu un important fabricant de vedettes lance-torpilles de la marine prussienne. Le moteur du S1 construit par Schichau en 1884, un des premiers torpilleurs allemands, est désormais présenté au Deutsches Museum à Munich.
L'emplacement du chantier naval sur la rivière d'Elbing limitait la taille des navires qui pouvaient y être construits. En 1892 Schichau construisit un deuxième chantier naval à Dantzig, capable de produire des navires de guerre plus grands (jusqu'à la taille d'un cuirassé), ainsi que des cargos et des navires à passagers. En 1889, Schichau construisit un petit chantier naval de réparation à Pillau (aujourd'hui Baltiisk), près de Königsberg (aujourd'hui Kaliningrad). Après la mort de Ferdinand Schichau en 1896, son gendre Carl Heinz Ziese travailla à Schichau-Werke et continua à diriger l'entreprise jusqu'en 1917.
À la mort de Ziese en 1917, la gestion de la société fut confiée à l'époux de sa fille unique Hildegard, le Suédois Carl Carlson. Après sa mort, Hildegard Carlson dirigea la société. Après la Première Guerre mondiale, le chantier naval fut menacé de faillite, et en 1929 il fut racheté par le gouvernement allemand.

### Seconde Guerre mondiale
Le réarmement de l'Allemagne organisé par le gouvernement national-socialiste éloigna le risque de faillite. En 1937, les travailleurs des chantiers navals de Dantzig étaient 2700, et 3700 en 1939. En septembre 1944, 7763 personnes étaient employées par le chantier naval, y compris les étrangers (2870 "travailleurs étrangers") ou les travailleurs forcés ("travailleurs de l'Est") recrutés dans le camp de concentration de Stutthof. Pour les chantiers navals, il y avait le "camp de travail du chantier naval Schichau Elbing" et le "camp de travail du chantier naval Schichau de Dantzig". En 1944, un total de 44 000 personnes travaillaient pour la société Schichau : 18 000 à Elbing, 12 000 à Dantzig et 14 000 à Königsberg.

#### Production d'U-Boot
Schichau-Werke construisit 94 sous-marins pour la Kriegsmarine dans son chantier naval de Dantzig. Le chantier naval d'Elbing produisit des moteurs et des sous-marins de poche de la classe Seehund. 

Outre des sous-marins de type VII/C, le chantier naval de Dantzig construisit les nouveaux U-Boote de Classe XXI. 

Jusqu'en 1944, 62 U-Boote de type VII C (et deux de type VII C/41s) furent construits, avant que la production passe à l'U-Boot de Type XXI. 30 sous-marins de cette classe furent construits et lancés à Dantzig.

#### La production de locomotives
Jusqu'à la fin de la guerre en 1945, Schichau-Werke avait fourni environ 4300 locomotives de diverses classes à sa clientèle, qui comprenait la Deutsche Reichsbahn et les chemins de fer polonais. Il s'agissait notamment des locomotives à vapeur de classe 23, 41, 52 et 86. Schichau-Werke avait également conçu la classe 24 et livra les deux premiers lots. Ses sites industriels furent démantelés par les forces d'occupation russes après la guerre.

### Après guerre
À la fin de la guerre, les sites industriels devinrent propriété polonaise avec la perte de la province de Prusse-Orientale au profit de la Pologne et de l'Union soviétique. Le chantier naval Schichau de Dantzig fut intégré aux chantier naval Lénine en 1950 et, en 1980, il attira une large couverture médiatique à la suite de protestations menées par le syndicat Solidarność.
Au début de 1945, un quai flottant fut transféré à la société Flender Werke à Lübeck, et en mars de la même année, le chef de la direction Hermann Noë et certains employés fuirent Dantzig pour Bremerhaven avec des navires inachevés. En avril, Noë fonda une nouvelle société nommée F. Schichau Aktiengesellschaft. Ses employés réparèrent des moteurs agricoles, des locomotives et des tramways. Le 26 mai 1951, les Alliés levèrent l'interdiction de la construction navale en Allemagne de l'Ouest et Schichau rouvrit son chantier naval à Bremerhaven. En 1953, Schichau récupéra son dock flottant, pris comme réparation par les Britanniques.
Schichau a ensuite été absorbée par la Société de chantier naval Schichau Seebeck, qui a fait faillite en 1996 après la disparition de Bremer Vulkan. Son successeur fut le chantier naval SSW Schichau Seebeck, qui a fermé le 31 juillet 2009.

## Les navires construits par Schichau

### Navires civils
- Paquebot Columbus, renommé Homeric (1922)

### Navires de guerre

#### Canonnière
- classe Iltis
  - SMS Iltis
  - SMS Jaguar

#### Cuirassé
- Classe Kaiser Friedrich III

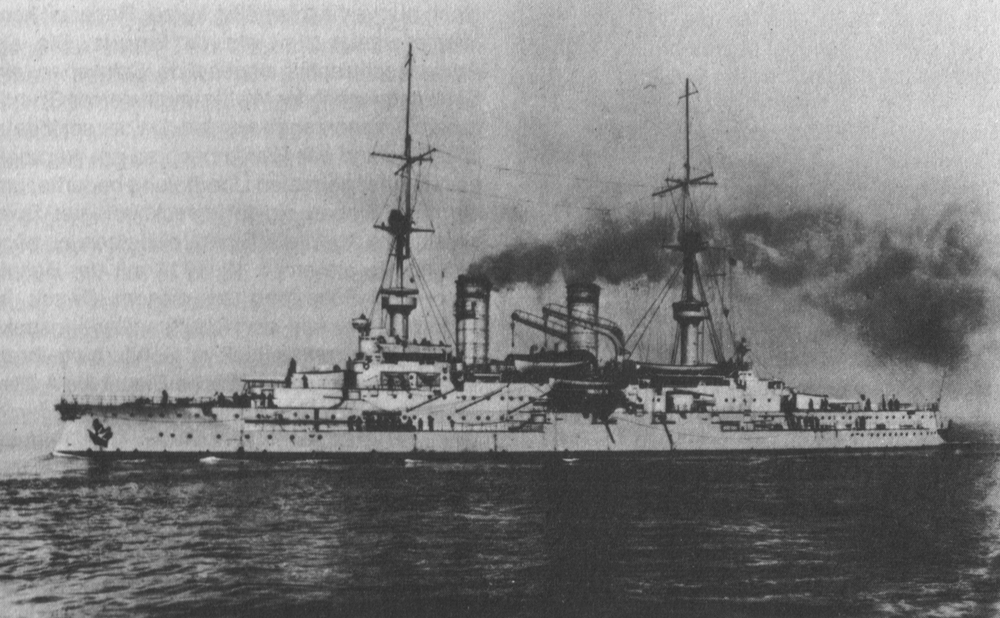
Le SMS Wettin en 1910.

  - SMS Kaiser Barbarossa : lancé le 21 avril 1900
- Classe Wittelsbach
  - SMS Wettin : lancé le 6 janvier 1901
- Classe Braunschweig
  - SMS  Elsaß : lancé le 26 mai 1903
  - SMS  Lothringen : lancé le 27 mai 1904
- Classe Deutschland
  - SMS Schlesien
- Classe Helgoland
  - SMS Oldenburg : lancé le  30 juin 1910
- Classe Kaiser
  - SMS König Albert : lancé le 27 avril 1912
- classe Derfflinger
  - SMS Lützow : lancé le 29 novembre 1913
- classe Bayern
  - SMS Baden : lancé le 30 octobre 1915

#### Sous-marins (Unterseeboot)
- 64 U-Boote type VII (1939-1944)
- 30 U-Boote type XXI (1943-1945)

#### Torpilleurs de la classe Großes Torpedoboot 1913
- SMS S31
- SMS S32
- SMS S33
- SMS S34
- SMS S35
- SMS S36

#### Torpilleurs de la classe Großes Torpedoboot 1916
- SMS S113

#### Torpilleur de classe Elbing
- 15 torpilleurs de classe Elbing